# Зимові Олімпійські ігри 1944
Зимові Олімпійські ігри 1944 року — скасоване міжнародне спортивне змагання із зимових видів спорту, яке мало відбутися у 1944 році в Італії, місті Кортіна-д'Ампеццо. Було скасоване у 1941 році у зв'язку із Другою світовою війною.
Кортіна-д'Ампеццо отримала право проводити Олімпійські Ігри у червні 1939 року (за право проведення цих Ігор змагалися ще Монреаль та Осло). Якби ці змагання відбулись, вони би стали V Зимовими Олімпійськими Іграми за рахунком. Зрештою, V Зимові Олімпійські ігри відбулися 1948 року у швейцарському місті Санкт-Моріц, а Кортіна-д'Ампеццо прийняла зимову Олімпіаду 1956 року.